# 5月病マリオ
5月病マリオ（ごがつびょうマリオ、1987年4月14日 - ）は、日本の漫画家およびイラストレーター。本職以外にゲーム実況もする。男性。

## 来歴・人物
自身のブログにて連載していた漫画が書籍化し、漫画家デビュー。
現在ニコニコ動画のニコニコ漫画にて、『ぶたボット』を連載中。
また、ニコニコ動画の公式生放送ニコラジにて、絵師のアシスタント（エシスタント）として活動中。
2013年から2017年までの間、GLAYのイベント「GLAY LiB Cafe」のキャラクターデザインを担当していた。

## 作品リスト

### 連載
- ぶたボット（ニコニコ漫画、2010年08月27日 - 連載中）

### 書き下ろし
- 赤ずきんちゃんがずきんを脱いだようです（2009年7月22日 - マイクロマガジン社）
- 赤ずきんちゃんが不思議の国に迷い込んだようです（2010年4月24日 - マイクロマガジン社）

## 外部サイト
- ぶたボット - ニコニコ静画
- ニコニコ公式生放送 『ニコラジ』
- ５月病マリオ (@5mario) - X（旧Twitter）